# هارولد ويتفيلد
هارولد ويتفيلد (2 فبراير 1919 في جنوب أفريقيا - 15 مايو 2013) (بالإنجليزية: Harold Whitfield)‏ هو لاعب كريكت جنوب أفريقي.

## وصلات خارجية
- هارولد ويتفيلد على موقع إي آس بي آن كريك إنفو (الإنجليزية)